# 2010-es U17-es labdarúgó-Európa-bajnokság
A 2010-es U17-es labdarúgó-Európa-bajnokság a torna 28. kiírása, melyet Liechtensteinben rendeztek meg 2010. május 18. és május 30. között.
Az Európa-bajnoki címvédő Németország volt. A magyar U17-es labdarúgó válogatott 52 ország korosztályos válogatottja közül - csoportjában megszerezve az első helyet - bejutott a legjobb 28 csapat közé. Az Európa-bajnokság sorsolását 2009. december 8-án tartották Nyonban.

## Selejtezők
A selejtezők két lépcsőben történtek: 2009 szeptember 5. és október 31. között illetve 2010 májusában.
A végső döntőt selejtezők előzték meg, melyek két lépcsőben történtek: a selejtezők és az elit kör. A fordulók során 52 nemzet válogatottja versengett, hogy a hét továbbjutó csapat egyike legyen. Így alakult ki a házigazdával együtt a döntő nyolc csapata.
A selejtezőket 2009. szeptember 1-jétől november 30-ig játszották. Az 52 csapatot 13 darab négycsapatos csoportra osztották, melyek mini tornát játszottak egymás között. A csoportok első két helyezettje és a legjobb két harmadik jutott tovább az elit körbe.

## Résztvevők
| - Anglia - Csehország - Franciaország - Görögország | - Portugália - Spanyolország - Svájc - Törökország |

A rendező Liechtenstein visszalépett a tornán való indulástól, mivel úgy gondolták, hogy U17-es csapatuk nem képes felvenni a versenyt a többi válogatottal.

## Csoportkör

### A csoport
| Csapat        | M | Gy | D | V | Rg | Kg | Gk | P |
| ------------- | - | -- | - | - | -- | -- | -- | - |
| Spanyolország | 3 | 3  | 0 | 0 | 8  | 1  | +7 | 9 |
| Franciaország | 3 | 2  | 0 | 1 | 5  | 3  | +2 | 6 |
| Portugália    | 3 | 1  | 0 | 2 | 3  | 3  | 0  | 3 |
| Svájc         | 3 | 0  | 0 | 3 | 1  | 10 | –9 | 0 |

| 2010. május 18. 17:30 (CEST) | Franciaország | 1 – 2               | Spanyolország          | Rheinpark Stadion, Vaduz Játékvezető: Euan Norris (skót) |
| 2010. május 18. 17:30 (CEST) | Koura 66'     | (0 – 1) Jegyzőkönyv | Bernat 24' Alcácer 75' | Rheinpark Stadion, Vaduz Játékvezető: Euan Norris (skót) |

| 2010. május 18. 17:30 (CEST) | Portugália                 | 3 – 0               | Svájc | Eschen-Mauren Sportpark, Eschen Játékvezető: Artjom Kucsin (kazak) |
| 2010. május 18. 17:30 (CEST) | Esgaio 25' 50' Fonseca 48' | (1 – 0) Jegyzőkönyv |       | Eschen-Mauren Sportpark, Eschen Játékvezető: Artjom Kucsin (kazak) |

| 2010. május 21. 17:00 (CEST) | Spanyolország                | 4 – 0               | Svájc | Rheinpark Stadion, Vaduz Játékvezető: Antti Munukka (finn) |
| 2010. május 21. 17:00 (CEST) | Alcácer 13' 36' 43' Ortí 48' | (2 – 0) Jegyzőkönyv |       | Rheinpark Stadion, Vaduz Játékvezető: Antti Munukka (finn) |

| 2010. május 21. 20:30 (CEST) | Franciaország | 1 – 0               | Portugália | Eschen-Mauren Sportpark, Eschen Játékvezető: Christof Virant (belga) |
| 2010. május 21. 20:30 (CEST) | Pogba 29'     | (1 – 0) Jegyzőkönyv |            | Eschen-Mauren Sportpark, Eschen Játékvezető: Christof Virant (belga) |

| 2010. május 24. 17:00 (CEST) | Svájc        | 1 – 3               | Franciaország            | Eschen-Mauren Sportpark, Eschen Játékvezető: Vadims Direktorenko (lett) |
| 2010. május 24. 17:00 (CEST) | Zarkovic 30' | (1 – 0) Jegyzőkönyv | Sanogo 43' 47' Koura 64' | Eschen-Mauren Sportpark, Eschen Játékvezető: Vadims Direktorenko (lett) |

| 2010. május 24. 17:00 (CEST) | Spanyolország  | 2 – 0               | Portugália | Rheinpark Stadion, Vaduz Játékvezető: Sztaniszlav Todorov (bolgár) |
| 2010. május 24. 17:00 (CEST) | Gerard 69' 73' | (0 – 0) Jegyzőkönyv |            | Rheinpark Stadion, Vaduz Játékvezető: Sztaniszlav Todorov (bolgár) |

### B csoport
| Csapat      | M | Gy | D | V | Rg | Kg | Gk | P |
| ----------- | - | -- | - | - | -- | -- | -- | - |
| Anglia      | 3 | 3  | 0 | 0 | 6  | 2  | +4 | 9 |
| Törökország | 3 | 1  | 1 | 1 | 5  | 4  | +1 | 4 |
| Csehország  | 3 | 0  | 2 | 1 | 2  | 4  | –2 | 2 |
| Görögország | 3 | 0  | 1 | 2 | 1  | 4  | –3 | 1 |

| 2010. május 18. 20:30 (CEST) | Görögország      | 1 – 3               | Törökország                              | Rheinpark Stadion, Vaduz Játékvezető: Christof Virant (belga) |
| 2010. május 18. 20:30 (CEST) | Diamantakosz 62' | (0 – 1) Jegyzőkönyv | Yokuşlu 16' Akçakin 60' 80+2' (11-esből) | Rheinpark Stadion, Vaduz Játékvezető: Christof Virant (belga) |

| 2010. május 18. 20:30 (CEST) | Anglia                              | 3 – 1               | Csehország | Eschen-Mauren Sportpark, Eschen Játékvezető: Sztaniszlav Todorov (bolgár) |
| 2010. május 18. 20:30 (CEST) | Barkley 21' McEachran 68' Afobe 69' | (1 – 1) Jegyzőkönyv | Plšek 7'   | Eschen-Mauren Sportpark, Eschen Játékvezető: Sztaniszlav Todorov (bolgár) |

| 2010. május 21. 17:00 (CEST) | Törökország | 1 – 1               | Csehország | Eschen-Mauren Sportpark, Eschen Játékvezető: Vadims Direktorenko (lett) |
| 2010. május 21. 17:00 (CEST) | Akçakin 43' | (0 – 0) Jegyzőkönyv | Haša 70'   | Eschen-Mauren Sportpark, Eschen Játékvezető: Vadims Direktorenko (lett) |

| 2010. május 21. 20:00 (CEST) | Görögország | 0 – 1               | Anglia      | Rheinpark Stadion, Vaduz Játékvezető: Artjom Kucsin (kazak) |
| 2010. május 21. 20:00 (CEST) |             | (0 – 1) Jegyzőkönyv | Barkley 35' | Rheinpark Stadion, Vaduz Játékvezető: Artjom Kucsin (kazak) |

| 2010. május 24. 20:00 (CEST) | Csehország  | 0 – 0 | Görögország | Eschen-Mauren Sportpark, Eschen Játékvezető: Euan Norris (skót) |
| 2010. május 24. 20:00 (CEST) | Jegyzőkönyv |       |             | Eschen-Mauren Sportpark, Eschen Játékvezető: Euan Norris (skót) |

| 2010. május 24. 20:00 (CEST) | Törökország | 1 – 2               | Anglia                           | Rheinpark Stadion, Vaduz Játékvezető: Antti Munukka (finn) |
| 2010. május 24. 20:00 (CEST) | Derıcı 31'  | (1 – 1) Jegyzőkönyv | Berahino 35' Hall 62' (11-esből) | Rheinpark Stadion, Vaduz Játékvezető: Antti Munukka (finn) |

## Egyenes kieséses szakasz
|  |               |               |               |               |   |        |        |       |
|  | Elődöntők     | Elődöntők     | Elődöntők     |               |   | Döntő  | Döntő  | Döntő |
|  | Elődöntők     | Elődöntők     | Elődöntők     |               |   | Döntő  | Döntő  | Döntő |
|  | május 27.     |               |               |               |   |        |        |       |
|  |               |               |               |               |   |        |        |       |
|  | Anglia        | Anglia        | 2             |               |   |        |        |       |
|  | Anglia        | Anglia        | 2             | május 30.     |   |        |        |       |
|  | Franciaország | Franciaország | 1             |               |   |        |        |       |
|  | Franciaország | Franciaország | 1             |               |   | Anglia | Anglia | 2     |
|  | május 27.     |               |               |               |   | Anglia | Anglia | 2     |
|  |               |               | Spanyolország | Spanyolország | 1 |        |        |       |
|  | Spanyolország | Spanyolország | Spanyolország | Spanyolország | 1 | 3      |        |       |
|  | Spanyolország | Spanyolország |               |               |   |        |        |       |
|  | Törökország   | Törökország   | 1             |               |   |        |        |       |
|  | Törökország   | Törökország   | 1             |               |   |        |        |       |
|  |               |               |               |               |   |        |        |       |

### Elődöntők
| 2010. május 27. 16:00 (CEST) | Anglia          | 2 – 1               | Franciaország | Rheinpark Stadion, Vaduz Játékvezető: Sztaniszlav Todorov (bolgár) |
| 2010. május 27. 16:00 (CEST) | Wickham 23' 60' | (2 – 0) Jegyzőkönyv | Pogba 56'     | Rheinpark Stadion, Vaduz Játékvezető: Sztaniszlav Todorov (bolgár) |

| 2010. május 27. 20:00 (CEST) | Spanyolország                            | 3 – 1               | Törökország | Rheinpark Stadion, Vaduz Játékvezető: Euan Norris (skót) |
| 2010. május 27. 20:00 (CEST) | Rodríguez 11' Alcácer 63' 66' (11-esből) | (1 – 0) Jegyzőkönyv | Çalış 47'   | Rheinpark Stadion, Vaduz Játékvezető: Euan Norris (skót) |

### Döntő
| 2010. május 30. 17:30 (CEST) | Anglia                 | 2 – 1               | Spanyolország | Rheinpark Stadion, Vaduz Játékvezető: Antti Munukka (finn) |
| 2010. május 30. 17:30 (CEST) | Wisdom 30' Wickham 42' | (1 – 1) Jegyzőkönyv | Gerard 22'    | Rheinpark Stadion, Vaduz Játékvezető: Antti Munukka (finn) |

| A 2010-es U17-es labdarúgó-Európa-bajnokság győztese |
| ---------------------------------------------------- |
| ANGLIA 1. cím                                        |

## Gólszerzők
| 6 gólos - Francisco Alcácer 3 gólos - Connor Wickham - Gerard Deulofeu - Artun Akçakin 2 gólos - Ross Barkley - Paul Pogba - Anthony Koura - Yaya Sanogo - Ricardo Esgaio 1 gólos - Roman Haša - Jakub Plšek | 1 gólos (folytatás) - Benik Afobe - Saido Berahino - Robert Hall - Joshua McEachran - Andre Wisdom - Dimitriosz Diamantakosz - Mateus Fonseca - Jesé Rodríguez - Juan Bernat - Jorge Orti - Aleksandar Zarkovic - Taşkın Çalış - Okan Derıcı - Okay Yokuşlu |